# Heini Scheller
Heinrich "Heini" Scheller (3. august 1929 - 1. september 1957) var en schweizisk roer.
Scheller var med i den schweiziske firer med styrmand, der vandt sølv ved OL 1952 i Helsinki. Besætningen udgjordes desuden af Rico Bianchi, Karl Weidmann, Émile Ess og styrmand Walter Leiser. Sølvmedaljen blev sikret efter en finale, hvor schweizerne kun blev slået af Tjekkoslovakiet, mens USA fik bronze. Det var det eneste OL han deltog i.
Scheller vandt desuden to EM-bronzemedaljer, en i firer med styrmand i 1953 og en i firer uden styrmand i 1954.

## OL-medaljer
- 1952:  Sølv i firer med styrmand